# Tóth László (labdarúgóedző)
Tóth László (Miskolc, 1969. március 2. –) magyar labdarúgó, labdarúgóedző.

## Pályafutása

### Játékosként
Játszott a Miskolci VSC, Mád, Honvéd Gáspár SE, Hatvan FC, DFC, Sajóbábony, Szerencs SE, Rakamaz, Encsi VSE, Kisvárda, Bőcs, Halmaj, Gesztely és Tolcsva csapatában is. Az 1989–90-es szezonban játszott a DVTK csapatában, ahol 16 mérkőzésen lépett pályára.

### Edzőként
Már 1996-ban edzőnek állt, a Bőcsi csapat utánpótlásában dolgozott, majd 2001-től már a pályaedzői teendőket is ellátta. 2003-ban nevezték ki vezetőedzőnek, ahol kimagasló eredményként egy ezüstérmet ért el az NB II Keleti csoportjában. Ekkor kapta becenevét, a "bőcsi Mourinho"-t. 2010-től a DVTK szakmai igazgatója, majd 2010. április 7-től a csapat vezetőedzője májusig. Rendelkezik az UEFA A licencével, és jelenleg a PRO tanfolyamra jár.

## Külső hivatkozások
1. ↑  Tóth László ül le a kispadra.. [2010. április 9-i dátummal az eredetiből archiválva]. (Hozzáférés: 2010. április 8.)